# 大自然保护协会
大自然保護協會（英语：The Nature Conservancy）， 是一個源自美國的環保慈善組織，以保護植物、動物及以保護土地水源來維繫一些代表生物多樣性的自然社群。
成立於1951年，美國自然保育協會在30多個國家工作。現時擁有會員超過100萬名，保護的地方在美國超越了6.9萬平方公里，在世界上超越了473,000平方公里。在2007年總收入多達12.8億美元，總資產達到54.2億美元。
在2005年、2006年、2007年的哈裡斯民意調查中，美國自然保育協會被評為最可靠的國際組織。福布斯在2005年的慈善團體調查中，評定美國自然保育協會的募款效率達到88%。然而該組織於2005年從Charity Navigator獲得四星等級，並且被命名為當年「我所知的十大優質慈善機構」。
大自然保護協會是2019年「呂志和獎 — 持續發展獎」 （页面存档备份，存于）之得主。